# 諾爾斯角 (帕爾默地)
71°48′S 60°50′W / 71.800°S 60.833°W
諾爾斯角（英語：Cape Knowles），是南極洲的海岬，位於帕爾默地，是希爾頓灣入口處的北面，海拔高度305米，以地質學家命名，在1940年由美國研究隊發現，現時由南極條約體系管理。